# NGC 123
NGC 123 في الفهرس العام الجديد، هو جرم فلكي غير معروف، يقع في كوكبة قيطس. اكتشف في 27 سبتمبر 1880 . بواسطة فيلهلم تمبل .

## روابط خارجية
- NGC 123 على موقع ويكي سكاي: DSS2, SDSS, GALEX, IRAS, Hydrogen α, X-Ray, Astrophoto, Sky Map, Articles and images